# Harmostes angustatus
Harmostes angustatus är en insektsart som beskrevs av Van Duzee 1918. Harmostes angustatus ingår i släktet Harmostes och familjen smalkantskinnbaggar. Inga underarter finns listade i Catalogue of Life.